# Sonny Fortune
Sonny Fortune (19. května 1939 Filadelfie, Pensylvánie, USA – 25. října 2018, New York City, New York) byl americký jazzový saxofonista a flétnista. Od roku 1967 působil ve skupině Elvina Jonese. Od roku 1974 byl pak členem souboru Milese Davise, se kterým nahrál alba Get Up with It a Big Fun (obě 1974). Rovněž spolupracoval s hudebníky, jako byli Nat Adderley, McCoy Tyner, Mal Waldron, Dizzy Gillespie nebo George Benson. Od roku 1974 rovněž vydával alba pod svým jménem, do roku 2009 jich vydal více než patnáct.

## Sólová diskografie
- Long Before Our Mothers Cried (1974)
- Awakening (1975)
- Waves of Dreams (1976)
- Serengeti Minstrel (1977)
- Infinity Is (1978)
- With Sound Reason (1979)
- It Ain't What It Was (1991)
- Laying It Down (1992)
- Monk's Mood (1993)
- Four in One (1994)
- A Better Understanding (1995)
- From Now On (1996)
- In the Spirit of John Coltrane (2000)
- Invitation (2000)
- Continuum (2003)
- Great Friends (2003)
- You and the Night and the Music (2007)
- Last Night at Sweet Rhythm (2009)